# Blastobasis insularis
Blastobasis insularis é uma espécie de mariposa do gênero Blastobasis pertencente à família Coleophoridae.